# Fabian Stang
Richard Fabian Stang, född 19 augusti 1955 i Oslo, är en norsk advokat och politiker för Høyre. Han var Oslos borgmästare 2007–2015.
Stang är utbildad jurist. Till yrket var han först lärare, därefter advokatfullmäktig, polisfullmäktig och från 1986 advokat. 
Stang har representerat Høyre i Oslo stadsstyrelse sedan 1999, och har varit fast ledamot i hälso- och socialkommittén, samfärds- och miljökommittén, stadsutvecklingskommittén samt finanskommittén.
I egenskap av borgmästare i Oslo ledade Stang också Oslo stadsstyrelses förrättningsutval, valstyrelse och samevalstyrelse i Oslo.
Stang var Oslos viceborgmästare från 29 augusti 2007, och blev 17 oktober samma år stadens borgmästare. Han avgick från ämbetet som borgmästare 22 oktober 2015.
Fabian Stang är son till godsägaren Thomas Stang och skådespelerskan Wenche Foss.